# Кен Драйден
Кен Драйден (англ. Ken Dryden; нар. 8 серпня 1947, Гамільтон) — канадський хокеїст, що грав на позиції воротаря. Грав за збірну команду Канади.
Член Зали слави хокею з 1983 року. Володар Кубка Стенлі. Провів понад 500 матчів у Національній хокейній лізі.

## Ігрова кар'єра
Хокейну кар'єру розпочав 1963 року.
1964 року був обраний на драфті НХЛ під 14-м загальним номером командою «Бостон Брюїнс». 
Протягом професійної клубної ігрової кар'єри, що тривала 10 років, захищав кольори команд «Монреаль Вояжерс» (АХЛ) та «Монреаль Канадієнс» (НХЛ).
Загалом провів 509 матчів у НХЛ, включаючи 112 ігор плей-оф Кубка Стенлі.
Виступав за збірну Канади, провів 8 ігор в її складі.

## Кар'єра коментатора
Коментував хокейні матчі на CBC у 80-х роках.

## Політична кар'єра
У червні 2004, як член Ліберальної партії Канади пройшов до Палати громад. 
5 листопада 2005 став міністром соціального розвитку Кабінету міністрів Канади. Наступного року був переобраний до Палати громад. Переобирався також у 2008 році, але у 2011 році партія зазнала поразки на виборах, а сам Кен програв Марку Адлеру.

## Родина
Старший брат Дейв теж був хокеїстом та грав на позиції воротаря.

## Нагороди та досягнення
- Приз Кона Сміта — 1971
- Володар Кубка Стенлі в складі «Монреаль Канадієнс» — 1971, 1973, 1976, 1977, 1978, 1979
- Пам'ятний трофей Колдера — 1972
- Трофей Везіни — 1973, 1976, 1977*, 1978*, 1979*
- Учасник матчу усіх зірок НХЛ — 1972, 1975, 1976, 1977, 1978
- Перша команда всіх зірок НХЛ — 1973, 1976, 1977, 1978, 1979
- Друга команда всіх зірок НХЛ — 1972

* Примітка Разом з Мішелем Лароком.

## Статистика

### Регулярний сезон
| 1963–64      | «Гамбер Веллі Пекерс» | MTHL         | —           | —           | —           | —           | —           | —           | —           | —           | —           |
| 1964–65      | «Етобіко Індіанз»     | MetJHL       | —           | —           | —           | —           | —           | —           | —           | —           | —           |
| 1965–66      | «Корнелл Біг Ред»     | ECAC         | Не виступав | Не виступав | Не виступав | Не виступав | Не виступав | Не виступав | Не виступав | Не виступав | Не виступав |
| 1966–67      | «Корнелл Біг Ред»     | ECAC         | 27          | 26          | 0           | 1           | 1646        | 40          | 4           | 1.46        | —           |
| 1967–68      | «Корнелл Біг Ред»     | ECAC         | 29          | 25          | 2           | 0           | 1620        | 41          | 6           | 1.52        | —           |
| 1968–69      | «Корнелл Біг Ред»     | ECAC         | 27          | 25          | 2           | 0           | 1578        | 47          | 3           | 1.79        | —           |
| 1970–71      | «Монреаль Вояжерс»    | АХЛ          | 33          | 16          | 7           | 8           | 1899        | 84          | 3           | 2.68        | —           |
| 1970–71      | «Монреаль Канадієнс»  | НХЛ          | 6           | 6           | 0           | 0           | 327         | 9           | 0           | 1.65        | .957        |
| 1971–72      | «Монреаль Канадієнс»  | НХЛ          | 64          | 39          | 8           | 15          | 3800        | 142         | 8           | 2.24        | .930        |
| 1972–73      | «Монреаль Канадієнс»  | НХЛ          | 54          | 33          | 7           | 13          | 3165        | 119         | 6           | 2.26        | .926        |
| 1973–74      | «Монреаль Канадієнс»  | НХЛ          | Не виступав | Не виступав | Не виступав | Не виступав | Не виступав | Не виступав | Не виступав | Не виступав | Не виступав |
| 1974–75      | «Монреаль Канадієнс»  | НХЛ          | 56          | 30          | 9           | 16          | 3320        | 149         | 4           | 2.69        | .906        |
| 1975–76      | «Монреаль Канадієнс»  | НХЛ          | 62          | 42          | 10          | 8           | 3580        | 121         | 8           | 2.03        | .927        |
| 1976–77      | «Монреаль Канадієнс»  | НХЛ          | 56          | 41          | 6           | 8           | 3275        | 117         | 10          | 2.14        | .920        |
| 1977–78      | «Монреаль Канадієнс»  | НХЛ          | 52          | 37          | 7           | 7           | 3071        | 105         | 5           | 2.05        | .921        |
| 1978–79      | «Монреаль Канадієнс»  | НХЛ          | 47          | 30          | 10          | 7           | 2814        | 108         | 5           | 2.30        | .909        |
| Усього в НХЛ | Усього в НХЛ          | Усього в НХЛ | 397         | 258         | 57          | 74          | 25,251      | 954         | 46          | 2.24        | .921        |

### Плей-оф
| 1970–71      | «Монреаль Канадієнс» | НХЛ          | 20  | 12 | 8  | 1221 | 61  | 0  | 3.00 | .914 |
| 1971–72      | «Монреаль Канадієнс» | НХЛ          | 6   | 2  | 4  | 360  | 17  | 0  | 2.83 | .911 |
| 1972–73      | «Монреаль Канадієнс» | НХЛ          | 17  | 12 | 5  | 1039 | 50  | 1  | 2.89 | .908 |
| 1974–75      | «Монреаль Канадієнс» | НХЛ          | 11  | 6  | 5  | 688  | 29  | 2  | 2.53 | .916 |
| 1975–76      | «Монреаль Канадієнс» | НХЛ          | 13  | 12 | 1  | 780  | 25  | 1  | 1.92 | .929 |
| 1976–77      | «Монреаль Канадієнс» | НХЛ          | 14  | 12 | 2  | 849  | 22  | 4  | 1.55 | .932 |
| 1977–78      | «Монреаль Канадієнс» | НХЛ          | 15  | 12 | 3  | 919  | 29  | 2  | 1.89 | .920 |
| 1978–79      | «Монреаль Канадієнс» | НХЛ          | 16  | 12 | 4  | 990  | 41  | 0  | 2.48 | .900 |
| Усього в НХЛ | Усього в НХЛ         | Усього в НХЛ | 112 | 80 | 32 | 6846 | 274 | 10 | 2.40 | .915 |

### Збірна
| Рік                | Команда            | Турнір             | І | В | П | Н | Хв  | ПГ | ІБГ | ПГГ  |
| ------------------ | ------------------ | ------------------ | - | - | - | - | --- | -- | --- | ---- |
| 1969               | Канада             | ЧС                 | 2 | 1 | 1 | 0 | 120 | 4  | 1   | 2.00 |
| 1972               | Канада             | Суперсерія-72      | 4 | 2 | 2 | 0 | 240 | 19 | 0   | 4.75 |
| 1979               | НХЛ усі зірки      | КВ                 | 2 | 1 | 1 | 0 | 120 | 7  | 0   | 3.50 |
| Національна збірна | Національна збірна | Національна збірна | 8 | 4 | 4 | 0 | 480 | 30 | 1   | 3.75 |